# Sardarpur
Sardarpur és una ciutat i nagar panchayat al districte de Dhar a Madhya Pradesh a la riba dreta del riu Mahi a l'altiplà de Malwa a 22° 40′ N, 74° 59′ E / 22.667°N,74.983°E. Consta al cens del 2001 amb una població de 6.120 habitants. El 1901 tenia 2,783 habitants.
Sardarpur fou una estació britànica a l'Índia central, residència de l'agent polític per l'agència de Bhopawar i pel Malwa Bhil Corps. El nom derivava del seu propietari original, Sardar Singh Rathor, un parent proper del governador del districte d'Amjhera (districte del principat de Gwalior), un bandit que fou executat el 1857 i que havia comès moltes crueltats.
El Malwa Bhil Corps fou creat el 1837 pel capità Stockley i aquearterats sota els seus caps en diversos punts; uns anys després foren reorganitzats i estacionats a Depalpur a Indore, i a Dilaura, a Dhar i entre 1840 i 1845 foren traslladats a Sardarpur. El 1857 foren traslladats a Indore (ciutat) per protegir la residència i foren escorta del coronel Durant durant la seva retirada a Sehore. Sardarpur fou llavors saquejada pels reclutes afganesos rohilles de Dhar i el destacament dels Malwa Bhils es va haver de retirar; després de 1858 el cos fou reconstruït a Mandleshwar, i retornat a Sardarpur sota un agent polític. Des de 1883 va tenir oficials i organització regular. El 1905 fou convertit en policia militar i el 1907 traslladat a Indore.